# Lago del Gattero
Il lago del Gattero è un lago artificiale della Toscana situato all'interno del parco dell'Alta Valdera nel comune di Peccioli.
Ha una superficie di 70.537 m2.